# Boneta
En náutica, la Boneta (Barredera, Barredora) es la vela supletoria que se agrega por debajo de otra para aumentar su superficie en tiempos bonancibles. (fr. Bonnette; ing. Bonnet; it. Scopamare).

## Etimología
Pedro Sarmiento de Gamboa la llama también Barredera (Barredora) pero ésta se refiere más bien a un pedazo de vela que se añade a la Boneta, tal como la define Garc. y Voc. Nav. 
1. Garc.: El Doctor Diego García de Palacios (Vocabulario de los nombres que usa la gente de mar, Impreso en México en 1587)
2. Voc. Nav.: Vocabulario Navaresco del siglo XVI

## Descripción
La Boneta es una parte adicional atada al pujamen de los foques u otras velas de Aparejo proa-popa en tiempo moderado, para captar más viento. Comúnmente, son un tercio de la profundidad de las velas a las que pertenecen.